# Peter Mayer (Politiker, 1976)
Peter Mayer (* 10. November 1976 in Lohnsburg in Ried im Innkreis) ist ein österreichischer Landwirt und Politiker (ÖVP). Mayer war von 2008 bis 2013 Abgeordneter zum österreichischen Nationalrat.

## Ausbildung und Beruf
Peter Mayer besuchte zwischen 1983 und 1987 die Volksschule Riegerting und im Anschluss bis 1991 die Hauptschule Waldzell. Er wechselte danach an die landwirtschaftliche Fachschule Burgkirchen, die er 1995 mit dem landwirtschaftlichen Facharbeiterabschluss beendete. Seine Meisterausbildung absolvierte er 1998 an der landwirtschaftlichen Fachschule Otterbach. Mayer leistete von August 1995 bis April 1996 seinen Präsenzdienst beim Österreichischen Bundesheer in der General Zehner-Kaserne in Ried im Innkreis ab. 1997 übernahm Mayer den elterlichen Betrieb als Pächter, 2000 übernahm er den Betrieb vollständig und betreibt ihn seit dieser Zeit mit seiner Ehefrau.

## Politik
Mayer war von 1995 bis 1997 Landjugend Obmann in Lohnsburg und 1995 Gründungsobmann der Jungzüchter im Rinderzuchtverband Oberösterreich. Er ist seit 2002 Vorstandsmitglied im Landes-Rinderzuchtverband und seit 2002 Delegierter der Schärdinger Landmolkerei. Er engagiert sich zudem im Österreichischen Bauernbund und war bis 2006 Jungbauernbund Obmann in Lohnsburg. 2005 wurde er zum Bezirksbauernbundobmann von Ried im Innkreis gewählt, seit 2006 ist er zudem Obmann der Bezirksbauernkammer. Mayer ist Fraktionsmitglied der ÖVP Lohnsburg und wurde im Juli 2008 in das Präsidium des Oberösterreichischen Bauernbundes gewählt.
Mayer kandidierte bei der Nationalratswahl 2008 als Spitzenkandidat im Regionalwahlkreis Innviertel und wurde über ein Direktmandat in den Nationalrat gewählt. Er wurde am 28. Oktober 2008 als Abgeordneter angelobt. Zur Nationalratswahl 2013 verzichtete Mayer auf eine Kandidatur.

## Privates
Mayer wurde als Sohn des Landwirtsehepaar Max und Frieda Mayer aus Lohnsburg geboren. Er ist seit 2000 mit einer Krankenschwester verheiratet und Vater zweier Söhne (* 1998 bzw. 2004) und einer Tochter (* 2003). Mayer ist aktives Mitglied der Freiwilligen Feuerwehr Riegerting und des Musikvereines Lohnsburg.